# Teilungsproblem
Das Teilungsproblem ist ein klassisches Problem der Wahrscheinlichkeitstheorie, welches auf Luca Pacioli (1494) zurückgeht. Blaise Pascal und Pierre de Fermat schrieben sich zu diesem Problem Briefe.

## Formulierung
Zwei Spieler A und B legen jeweils einen gleich großen Geldeinsatz E in einen Topf. Um den im Topf liegenden Betrag G = 2E spielen sie ein Glücksspiel, welches sich aus mehreren Runden zusammensetzt. In jeder Runde wird eine faire Münze geworfen. Für das Spiel haben sie folgende Regeln vereinbart:
1. Es muss so lange gespielt werden, bis einer der beiden Spieler n-mal gewonnen hat.
2. Derjenige, der zuerst n-mal gewonnen hat, bekommt den im Topf liegenden Betrag. Der andere bekommt somit, unabhängig davon wie knapp der Vorsprung war, nichts.

Auf Grund einer höheren Gewalt muss das Spiel jedoch vor der Entscheidung unerwartet beim Spielstand a:b abgebrochen werden. Die erste Regel ist damit verletzt. Das Spiel kann nicht fortgesetzt oder wiederholt werden und die Geldaufteilung muss sofort erfolgen.
Man versetze sich nun in die Lage eines Richters, der den Gewinnbetrag G im Topf an die beiden Spieler „gerecht“ verteilen soll. Man beachte, dass das Wort „gerecht“ hier mehr eine juristische als mathematische Bedeutung besitzt.

### Vorschlag
Der zurückliegende Spieler argumentiert, dass das Spiel regelwidrig beendet wurde. Er möchte seinen Einsatz E wieder rückerstattet bekommen, sprich die Hälfte von G. Er hätte ja schließlich auch aufholen und gewinnen können.

### Gegenvorschlag
Der führende Spieler beansprucht für sich den vollen Geldbetrag. Er beharrt auf der „Alles oder Nichts“-Regel. Gerade wenn er deutlich in Führung liegt, ist ja zu erwarten, dass er auch gewinnt.
Die beiden kompromisslosen Vorschläge sind weder „falsch“ noch „richtig“. Es hängt vielmehr vom Gerechtigkeitsempfinden des Betrachters ab, ob er einen der Vorschläge als „falsch“ oder „richtig“ wertet. Wie schwer wiegt die zweite Regel noch, wenn doch die erste schon gebrochen wurde?
Gerecht erscheinen die folgenden beiden Ansichten:
- Wird das Spiel bei Punktegleichstand abgebrochen, so bekommt jeder die Hälfte, also seinen Einsatz.
- Gibt es einen Führenden, so darf dieser keinesfalls weniger bekommen als der Zurückliegende.

## Klassische Kompromisslösungen

### Pacioli
Pacioli schlug vor, der Gesamteinsatz solle im Verhältnis der gewonnenen Spiele aufgeteilt werden, das heißt
A bekommt {\displaystyle {\frac {a}{a+b}}\,G} und B bekommt {\displaystyle {\frac {b}{a+b}}\,G}.
Das Teilungsverhältnis ist {\displaystyle a:b\,} beim Spielstand a:b.

### Tartaglia
A bekommt {\displaystyle \left({\frac {a-b}{n}}+1\right)E} und B bekommt {\displaystyle \left({\frac {b-a}{n}}+1\right)E}.
Das Teilungsverhältnis ist {\displaystyle (a-b+n):(b-a+n)\,} .

### Cardano
A bekommt {\displaystyle {\frac {\sum \limits _{k=1}^{n-b}k}{\sum \limits _{k=1}^{n-a}k+\sum \limits _{k=1}^{n-b}k}}\,G} und B bekommt {\displaystyle {\frac {\sum \limits _{k=1}^{n-a}k}{\sum \limits _{k=1}^{n-a}k+\sum \limits _{k=1}^{n-b}k}}\,G}
Das Teilungsverhältnis ist {\displaystyle {\sum \limits _{k=1}^{n-b}k}:{\sum \limits _{k=1}^{n-a}k}} .

### Fermat und Pascal
A bekommt {\displaystyle {\frac {2^{a+b}}{2^{2n-1}}}\sum _{k=0}^{n-b-1}{2n-1-(a+b) \choose k}\,G} und B bekommt {\displaystyle {\frac {2^{a+b}}{2^{2n-1}}}\sum _{k=0}^{n-a-1}{2n-1-(a+b) \choose k}\,G}
Das Teilungsverhältnis ist {\displaystyle \sum _{k=0}^{n-b-1}{2n-1-(a+b) \choose k}:\sum _{k=0}^{n-a-1}{2n-1-(a+b) \choose k}} .

## Bemerkungen
In der Kette
Vorschlag – Tartaglia – Cardano – Fermat/Pascal – Gegenvorschlag
steigt monoton von links nach rechts die Bevorzugung des Führenden.
Die Lösung von Fermat und Pascal scheint letztendlich die „gerechteste“ bzw. „richtige“ zu sein, weil sie den Gewinnbetrag gemäß den einzelnen Gewinnwahrscheinlichkeiten bei einer fiktiven Spielfortsetzung aufteilt.
Beide waren, um das Problem zu lösen, davon ausgegangen, dass die gegeneinander angetretenen Spieler die gleiche Spielstärke besessen haben. Dies ist verständlich, denn Pacioli formulierte das Teilungsproblem 1494 in Bezug auf ein abgebrochenes Ballspiel, erst später wurde es nicht ganz nachvollziehbar auf ein abgebrochenes Glücksspiel bezogen.